# Itō Ren

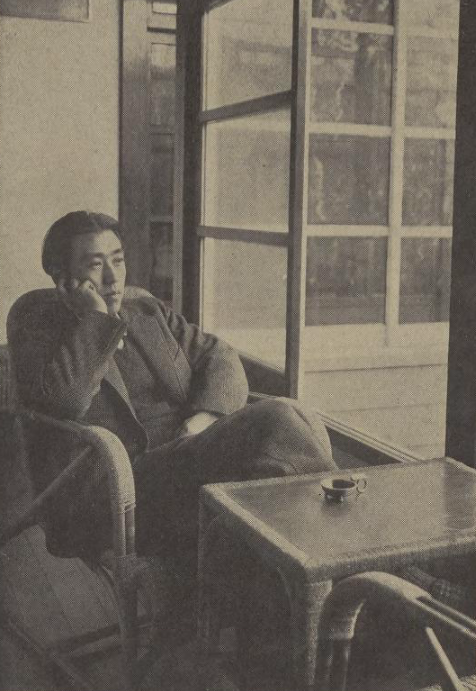
Itō Ren (1935)

Itō Ren (japanisch 伊藤 廉, eigentliche Lesung des Vornamens: Kiyoshi; geb. 7. Oktober 1898 in Nagoya; gest. 24. Januar 1983) war ein japanischer Maler der Yōga-Richtung während der Shōwa-Zeit.

## Leben und Werk
Itō schrieb sich nach dem Abschluss an der 1. Mittelschule der Präfektur Aichi im Nagoya Medical College ein, verließ die Schule aber wieder, um ein Studium an der Kunstakademie Tōkyō (東京美術学校, Tōkyō bijutsu gakkō), der Vorgängereinrichtung der heutigen Geidai, aufzunehmen. Während er noch in der Ausbildung war, wurde sein Bild „Im Zimmer“ (室内, Shitsunai) für die 10. jährliche Nikakai-Ausstellung angenommen.
Im Jahr 1925 machte Itō seinen Abschluss an der Kunsthochschule und ging 1927 nach Frankreich, wo die École de Paris auf dem Höhepunkt ihrer Bedeutung war. Dort schloss er Freundschaft mit Fukushima Shigetarō und anderen Japanern. Während Itō sich auf der einen Seite intensiv mit Rembrandts Stil befasste, begeisterte er sich gleichzeitig für den Fauvismus.
1930 kehrte Itō nach Japan zurück und zeigte auf der 17. Nikakai-Ausstellung im Rahmen einer für ihn arrangierten Sonderausstellung 14 Werke, die er in Europa geschaffen hatte, darunter das Bild „Frau am Fenster“ (窓による女, Mado ni yoru onna), mit dem er den Nika-Preis gewann. Im selben Jahr gründete er zusammen mit Hayashi Takeshi, Satomi Katsuzō, Migishi Kōtarō und anderen die „Gesellschaft für unabhängige Kunst“ (独立美術協会, Dokuritsu bijutsu kyōkai). Er verließ diese Gesellschaft aber 1937 und war von 1943 bis 1973 Mitglied der Kokuga-kai (国画会), wo er Werke wie „Taube und Wassergefäß“ (鳩と水差し, Hato to mizusashi) ausstellte.
Nach dem Pazifikkrieg engagierte sich Itō in der Kunstausbildung. So wurde er 1946 Lehrkraft an der Kunsthochschule Tōkyō, dann Assistenzprofessor an deren Nachfolgeeinrichtung, der Geidai, und 1954 ordentlicher Professor. Nach seiner Emeritierung 1966 übernahm Itō eine Professur an der Kunsthochschule der Präfektur Aichi (愛知県芸術大学, Aichi kenritsu geijutsu daigaku), die im selben Jahr gegründet worden war. Er verfasste auch eine Reihe von Lehrbüchern zur Malerei.
Itōs Werke zeichnen sich durch intellektuelle Gelassenheit aus, verbunden mit einem Hauch Humor.